# Анрі Труая
Анрі Труая (фр. Henri Troyat; справжнє ім'я — Лев Тарасов або Левон Торосян, рос. Лев Асланович Тарасов, вірм. Լևոն Թորոսյան; 1 листопада 1911, Москва — 2 березня 2007, Париж) — французький письменник російсько-вірменського походження. Член Французької академії (1959). Автор белетристичних біографій «Достоєвський» (1940), «Пушкін» (1946), «Толстой» (1965) і ін.

## Народження і дитинство
Труая народився у вірменській купецькій сім'ї, яка жила в Москві. Після Жовтневого перевороту родина емігрувала до Франції. Предки Труая походили від кубанських вірменських-черкесогаїв. В 1920 році сім'я починає жити в Парижі, де Анрі у віці 9 років вступає до ліцею.

## Перші твори
Повернувшись з армії 1935 року, він пішов служити в бюджетний відділ поліцейської префектури, щоб заробити собі на життя, і одночасно пише твори по ночах. 1935-го Труая написав перший роман «Павук». За нього отримав найпрестижнішу літературну нагороду Франції — Гонкурівську премію. Тоді письменникові було 27 років. Перший роман «Оманливе світло» був опублікований у 1935 році.
В 1991 році за пропозицією Анрі Труая його друг режисер — Анрі Вейнер зняв фільми «Майрік» і «Вулиця Параді, будинок 588», у яких на прикладі своєї сім'ї розповідає про геноцид вірмен і життя діаспори.
Анрі Труая похований на паризькому цвинтарі Монпарнас (дільниця № 2).